# Aiello (Sänger)

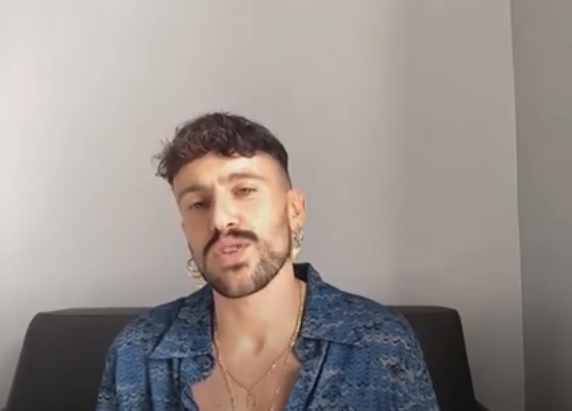
Aiello (2021)

Aiello (* 26. Juli 1985 in Cosenza als Antonio Aiello) ist ein italienischer Popsänger.

## Werdegang
Aiello interessierte sich schon früh für Musik, besonders Soul, und lernte als Kind Klavier und Geige. Noch als Jugendlicher begann er, Lieder zu schreiben und vor Publikum aufzutreten. 2010 nahm er an der Vorauswahl für die Newcomer-Kategorie des Sanremo-Festivals 2011 teil, gelangte jedoch nicht in die Finalrunde. 2011 veröffentlichte er schließlich das Lied Riparo. Erst 2017 meldete er sich mit der EP Hi-Hello zurück, die stilistisch im Indie-Pop angesiedelt war. Im selben Jahr trat der Sänger bei der Veranstaltung Deejay on Stage in Riccione auf. 2019 erschien die Single Arsenico, gefolgt von La mia ultima storia; letztere erreichte erstmals die italienischen Singlecharts. Die Lieder waren auf Aiellos erstem Studioalbum Ex voto enthalten.
Im Sommer 2020 veröffentlichte der Sänger das Lied Vienimi (a ballare).

## Diskografie

### Alben
| Jahr | Titel Musiklabel | Höchstplatzierung, Gesamtwochen, AuszeichnungChartsChartplatzierungen (Jahr, Titel, Musiklabel, Platzierungen, Wochen, Auszeichnungen, Anmerkungen) | Anmerkungen                                                 |
| Jahr | Titel Musiklabel | IT | Anmerkungen                                                 |
| ---- | ---------------- | --- | ----------------------------------------------------------- |
| 2019 | Ex voto Sony     | IT19 Gold · (25 Wo.)IT | Erstveröffentlichung: 27. September 2019 Verkäufe: + 25.000 |
| 2021 | Meridionale Sony | IT4 (9 Wo.)IT | Erstveröffentlichung: 12. März 2021                         |
| 2023 | Romantico Sony   | IT26 (2 Wo.)IT | Erstveröffentlichung: 26. Mai 2023                          |

### EPs
- 2017: Hi-Hello

### Singles
| Jahr | Titel Album                     | Höchstplatzierung, Gesamtwochen, AuszeichnungChartsChartplatzierungen (Jahr, Titel, Album, Platzierungen, Wochen, Auszeichnungen, Anmerkungen) | Anmerkungen                                                                              |
| Jahr | Titel Album                     | IT | Anmerkungen                                                                              |
| ---- | ------------------------------- | --- | ---------------------------------------------------------------------------------------- |
| 2019 | La mia ultima storia Ex voto    | IT56 Gold · (8 Wo.)IT | Erstveröffentlichung: 6. September 2019 Verkäufe: + 25.000                               |
| 2019 | Arsenico Ex voto                | IT46 Platin · (3 Wo.)IT | Erstveröffentlichung: 27. März 2019 Verkäufe: + 50.000                                   |
| 2020 | Vienimi (a ballare) Meridionale | IT37 Platin · (17 Wo.)IT | Erstveröffentlichung: 3. Juli 2020 Verkäufe: + 70.000                                    |
| 2020 | Che canzone siamo Meridionale   | IT46 Gold · (2 Wo.)IT | Erstveröffentlichung: 16. Oktober 2020 Verkäufe: + 35.000                                |
| 2021 | Ora Meridionale                 | IT14 Gold · (9 Wo.)IT | Erstveröffentlichung: 3. März 2021 Verkäufe: + 35.000; Beitrag zum Sanremo-Festival 2021 |

### Gastbeiträge
| Jahr | Titel Album | Höchstplatzierung, Gesamtwochen, AuszeichnungChartsChartplatzierungen (Jahr, Titel, Album, Platzierungen, Wochen, Auszeichnungen, Anmerkungen) | Anmerkungen                                                                               |
| Jahr | Titel Album | IT | Anmerkungen                                                                               |
| ---- | ----------- | --- | ----------------------------------------------------------------------------------------- |
| 2020 | Euforia –   | IT89 (1 Wo.)IT | Erstveröffentlichung: 18. Dezember 2020 Chris Nolan, Tedua & Madame feat. Birthh & Aiello |

## Belege
1. ↑  Pietro Maria Sabella: Incontro con Aiello – giovane promessa della musica italiana. In: The Freak. Abgerufen am 16. Dezember 2020 (italienisch).
2. ↑  Alben von Aiello. In: Italiancharts.com. Hung Medien, abgerufen am 16. Dezember 2020.
3. 1 2 3 4 5 6  Certificazioni. FIMI, abgerufen am 13. Dezember 2021 (italienisch).
4. 1 2  Archivio classifiche Top Singoli. FIMI, abgerufen am 13. Dezember 2021 (italienisch).

| Personendaten    | Personendaten                 |
| ---------------- | ----------------------------- |
| NAME             | Aiello                        |
| ALTERNATIVNAMEN  | Aiello, Antonio (Geburtsname) |
| KURZBESCHREIBUNG | italienischer Popsänger       |
| GEBURTSDATUM     | 26. Juli 1985                 |
| GEBURTSORT       | Cosenza                       |